# Yabe (Fukuoka)
Yabe (矢部村, Yabe-mura) é uma mura localizada no Distrito de Yame, Prefeitura de Fukuoka, Japão.
Yabe está 330 m acima do nível do mar. A temperatura média é de 14 °C e a Precipitação anual média é de 2706 mm.
Em 2006, a vila tinha uma população estimada de 1730 habitantes, e uma densidade de 21,5 pessoas/km². A área total é de 80,46 km².